# بلدة فان بورن مقاطعة شلبي (إنديانا)
بلدة فان بورن، مقاطعة شلبي (بالإنجليزية: Van Buren Township, Shelby County, Indiana)‏ هي منطقة سكنية تقع في الولايات المتحدة في Shelby County.  يقدر عدد سكانها بـ 1,480 نسمة  وترتفع عن سطح البحر 255 متر.